# Nicetas, o Godo
Nicetas (em russo: Ники́та; romaniz.: Nikita; em ucraniano: Мики́та; romaniz.: Mykyta, em grego: Νικήτας; romaniz.: Niketas) é um mártir cristão do século IV, venerado particularmente na Igreja Ortodoxa Oriental. Seu dia de festa é 15 de setembro. Nicetas era de origem góticae sua vida abrangeu os anos do único governo do imperador romano Constantino, o Grande (r. 324–337). Pertencia à classe social alta de seu povo e foi instruído no cristianismo por Teófilo, um bispo godo convertido, entre 325 e 341.
O martírio de Nicetas aconteceu durante a perseguição iniciada por Atanarico, um juiz (iudex) das tribos visigóticas, após 374. A perseguição foi intensificada pela rejeição da religião pagã nativa e pela aceitação do cristianismo, a religião do imperador romano, que na época era vista como a religião do inimigo. A história de Nicetas revela as tensões entre as crenças pagãs e cristãs durante esse período, e seu sacrifício destaca a expansão do cristianismo entre as tribos godas.

## Vida
Nicetas era um soldado godo que vivia na região do Danúbio às margens do Império Romano do Oriente. Possivelmente, ele recebeu seu nome grego por ocasião de seu batismo pelo bispo godo Teófilo, um participante do Primeiro Concílio Ecumênico. Os godos pagãos começaram a se opor à disseminação do cristianismo, o que resultou em conflitos internos. Nicetas lutou na guerra civil gótica entre o pagão Atanarico e o cristão Fritigerno.
Após a derrota de Atanarico e a invenção do alfabeto gótico por Úlfilas, Nicetas trabalhou intensamente entre os godos. Foi condenado à fogueira em 372. De acordo com sua Passio, o diabo, em forma de anjo, induziu Nicetas a sacrificar aos deuses pagãos para salvar sua vida; Nicetas, no entanto, o pôs em fuga por meio da oração e assistido pelo arcanjo Miguel. Seu corpo foi enterrado na Cilícia, sendo mais tarde transferido para Constantinopla.
Na Grécia, Rússia, Ucrânia, Sérvia e Chipre, existem inúmeras igrejas e mosteiros com o nome de São Nicetas. O santo invocado para a preservação das crianças contra defeitos congênitos. A veneração deste santo no período medieval deu origem às formas eslavas de seu nome: Nikita, Mykyta e Mikita.